# Next Generation Air Transportation System
Next Generation Air Transportation System (NextGen) ist in der Luftfahrt der Vereinigten Staaten eine Initiative der JPDO (Joint Planning and Development Office) zur Modernisierung des Flugverkehrsmanagements (engl. Air Traffic Management, ATM) durch den Einsatz von satellitenbasierenden Systemen. Dabei sollen zukünftige Verfahren im Einklang mit Sicherheitsaspekten und ökologischen Anforderungen stehen. Sowohl das Leitbild als auch die Anforderungen an ein verbessertes ATM-System weisen große Ähnlichkeiten mit dem europäischen Luftfahrtprojekt SESAR auf.